# Jean Olin
Jean Olin, eigentlich Sigismond Olesiewicz, (* 1891 oder 1894 in Warschau, Weichselland, Russisches Kaiserreich; † 13. Mai 1972 in Paris, Frankreich) war ein französischer Maler und Dekorateur.

## Leben
Jean Olin stellte seine Arbeiten zwischen 1920 und 1921 erst auf der Krim, dann in Odessa aus. 
Zusammen mit dem Maler Philippe Hosiasson (1898–1978), dem er zeitlebens ein enger Freund war, verließ er 1922 die Russische Sozialistische Föderative Sowjetrepublik und ging nach Paris. Hier nahm er den Namen Jean Olin an und zeigte im gleichen Jahr seine Arbeiten auf den Salons der Société du Salon d’Automne, der Société des Artistes Indépendants und anderen Gruppenausstellungen. In Rom heiratete er die Ukrainerin Barbara Konstan (1895–1966). Zurück in Paris waren beide als Dekorateure im Atelier Primavera tätig, dem Designstudio des Pariser Kaufhauses Les Grands Magasins du Printemps. Während dieser Zeit schuf er zudem ein bedeutendes Werk mystischer und religiöser Malerei. Mehrere Tapisserien im Stil des Art déco wurden bei ihm in Auftrag gegeben, die er von den Manufakturen Aubusson und Gobelin nach seinen Kartonvorlagen weben ließ. Olin war Mitglied der vom Éditeur d’art (Kunstverleger) Arthur Goldscheider gegründeten Künstlergruppe L’Evolution, der zahlreiche Kunstgewerbler und Dekorateure angehörten.
Anfang der 1930er Jahre bewegte sich Olin mit Hosiasson im Umfeld der sich um den Kritiker Waldemar George als Néo-humanistes sammelnden Gruppe von Malern, darunter Christian Bérard, Pavel Tchelitchev, Eugène Bermann und Léon Zack, konnte sich aber letztlich nicht für deren Stil begeistern. Er zeigte weiterhin seine Arbeiten auf dem Salon der Société des Artistes Indépendants, aber auch auf dem Salon des Réalités Nouvelles sowie in einigen Sammelausstellungen. Seit seiner Gründung hatte er regelmäßig auf dem Salon d’Art Sacré de J. Pichard ausgestellt, allein oder zusammen mit Barbara Konstan. Zwischen 1940 und 1946 entstanden zahlreiche Bilder und Drucke für die Odilia-Verlage. Später illustriere er Artikel der Wochenzeitung La Vie Catholique.
In seiner ersten Einzelausstellung nach dem Krieg im Jahre 1946 zeigte Olin Gemälde aus seiner expressionistischen Zeit. In den 1950er und 1960er Jahren arrangierte er im Auftrag von Le Corbusier umfangreiche Wanddekorationen im Priesterseminar von Besançon. Für eine Reihe von Kirchen führte er Glasmalereien aus, so in Pont-de-Dore und Mont-Dore. Vor allem aber widmete sich Jean Olin der Staffeleimalerei. Vom jüdischen Glauben war er zum Katholizismus übergetreten; einem neuen Glauben, an dem er inbrünstig festhielt, was seine sakralen Bilder erklärt.
Der Stil der Malerei in Olins letzten 20 Lebensjahren war abstrakt. Dem Neo-Humanismus war er abgeneigt, ihn reizte erst die geometrische Abstraktion, die sich wandelte, als er sich ab 1955 auch informeller Zeichen und Formen bediente. Nach Treffen mit Greta Knutson, Victor Brauner und Georges Hugnet in der Bretagne nahm er auch surrealistische Themen auf, die jedoch nicht sehr bekannt wurden. Seine Malerei behielt jedoch immer einen orientalischen, slawischen, fast byzantinischen Charakter. Er war eng mit Künstlern der Pariser Schule slawischer Herkunft verbunden, darunter waren Marc Chagall, Sonia Delaunay-Terk, Dora Maar, Alexandra Exter, Boris Simon-Gontcharov, Véra Pagava, Jean Pougny, Léon Zack und andere.
Jean Olin verstarb 1972 im Pariser Krankenhaus Hôpital Cochin.

## Werke (Auswahl)
- Ora et labora
- Nature morte aux fruits
- Femmes sur la plage
- Abstract composition
- Les amoureux
- Cavalcade mysterieuse, 1969